# Sephyx

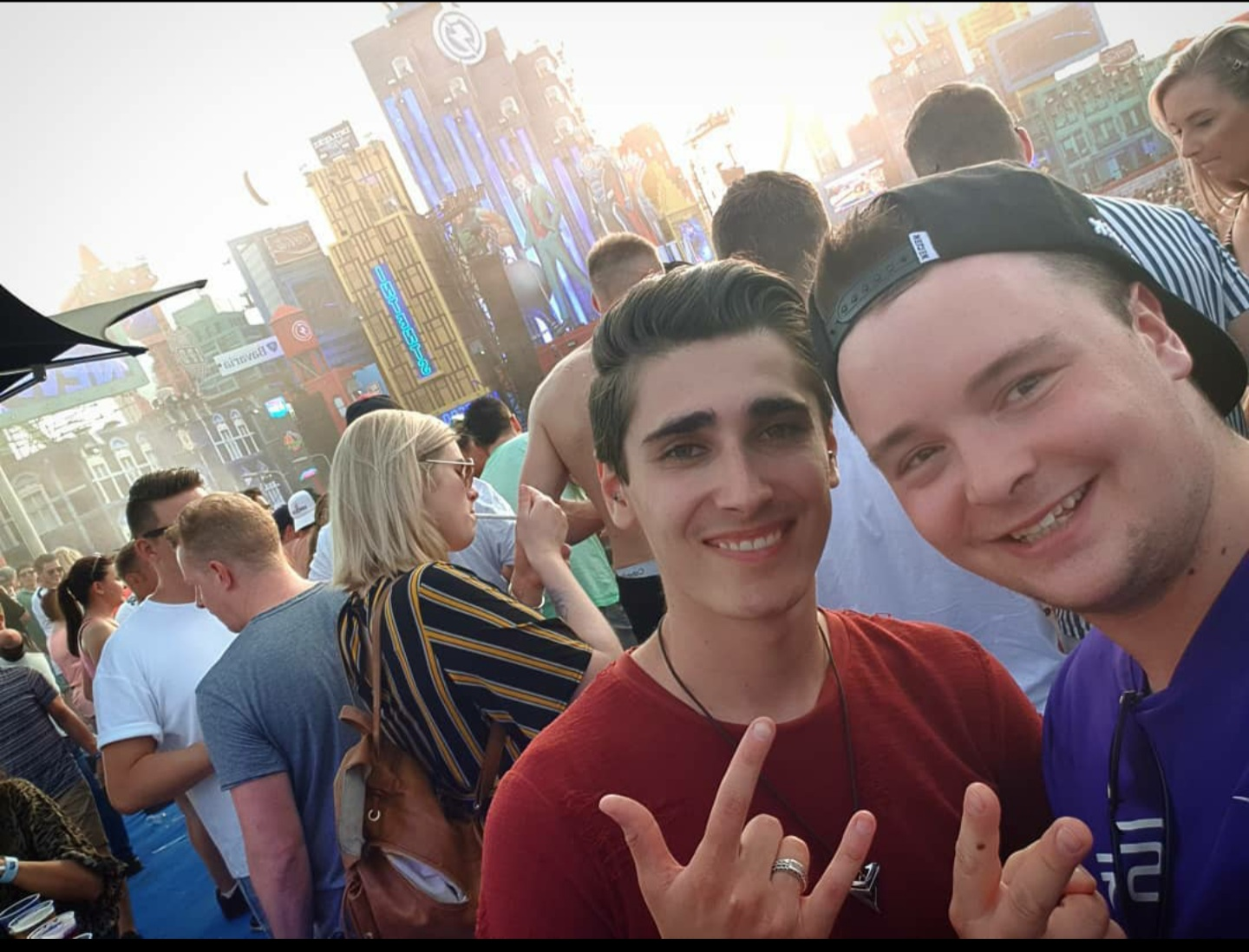
Sephyx (Mitte) beim Intents Festival

Sephyx (bürgerlich: Xander 't Hoen; * 22. Oktober 1996) ist ein niederländischer Hardstyle-DJ und -Produzent aus Breda. Er erlangte 2016 größere Bekanntheit durch offizielle Remixe für Hardwell und The Chainsmokers. Seitdem spielt er weltweit auf Festivals wie Tomorrowland, Parookaville, Defqon.1 und Nature One. Er steht bei Coones Label Dirty Workz unter Vertrag und veröffentlichte 2019 sein erstes Studioalbum Resolute.

## Werdegang

### Bis 2015: Erste Produktionen
Sephyx begann im Alter von 8 Jahren Gitarre zu spielen und war fortan Bestandteil mehrerer Bands. 2011 entdeckte er Hardstyle für sich und lernte ein Jahr später Musik zu produzieren. Er veröffentlichte seine ersten eigenen Produktionen unter dem österreichischen Label Hard Music Records, woraufhin er bei Coones Label Dirty Workz unter Vertrag genommen wurde. Sein erster Release war 2014 die Creation Of Air EP, außerdem spielte er im selben Jahr das erste Mal auf der Nature One. Es folgten zwei weitere EPs sowie eine Single seiner „Element-Reihe“. In seinen Liedern verwendet Sephyx oft Gitarrenparts, welche von ihm selbst aufgenommen werden. Auch spielte er 2015 erstmals auf größeren Hardstyle Festivals wie Q-Base und The Qontinent.

### 2016: Kollaborationen mit Hardwell
Anfang 2016 veröffentlichte Sephyx einen offiziellen Remix für Hardwells Single Mad World. Das Lied wurde von Hardwell in seiner Rekordshow in der Gelsenkirchener Veltins-Arena uraufgeführt und wurde für das Aftermovie dieser Veranstaltung verwendet. Auch war es Bestandteil des Hardwell On Air Yearmix 2015 sowie der I AM Hardwell - United We Are Show auf dem Hockenheimring. Der Remix konnte Rang #1 der Beatport Hard Dance Charts erreichen und verweilte insgesamt 146 Tage in der Top 100. Wenig später wurde ein weiterer offizieller Remix für The Chainsmokers – Don't Let Me Down, diesmal in Zusammenarbeit mit Hardwell, als Teil der Revealed Vol. 7 veröffentlicht. Es wurde von Hardwell in seinem Podcast Hardwell On Air in der Ausgabe #266 präsentiert und war seitdem über Jahre hinweg Höhepunkt seiner Auftritte auf Festivals weltweit wie Electric Daisy Carnival, Ultra Music Festival, Lollapalooza, Untold, Sziget, Creamfields und Amsterdam Music Festival. Auch wurde der Remix von weiteren Künstlern auf großen Festivalbühnen aufgeführt, so zum Beispiel von Coone auf der Defqon.1 Mainstage und Mark with a K auf der Tomorrowland Mainstage. Ebenso war es Teil der Electric Love Endshow 2016 und der Defqon.1 Power Hour 2019. Der Remix war 50 Tage auf Platz #1 der Beatport Hard Dance Charts, knapp ein Jahr in der Top 10 und knapp zwei Jahre in der Top 100 vertreten. Das Fachmagazin Dance-Charts bewertete das Werk als „Paradebeispiel einer Kombination von Hardstyle mit Trap“. Zwei weitere Kollaborationen mit Hardwell wurden nicht veröffentlicht: Ein Remix zu Hardwell & Jay Sean – Thinking About You sowie ein gemeinsamer Remix mit Hardwell zu Eye Of The Tiger. 2017 hatte Sephyx mit Lights einen weiteren Release auf Revealed Recordings, welches ebenfalls die #1 Platzierung auf Beatport erreichte. Im Rahmen dieser Veröffentlichung spielte er eine Spezialausgabe von Revealed Radio.

### Seit 2016: Internationale Festivalauftritte und erstes Album
Seit 2016 legt Sephyx regelmäßig auf Festivals weltweit auf, insbesondere bei Tomorrowland. So spielte er die ersten drei Mal auf von Coone bzw. seinem Label Dirty Workz gehosteten Bühnen, darunter 2018 auf der Freedom Stage, welches die zweitgrößte Bühne von Tomorrowland ist. 2019 folgte ein Auftritt auf der Q-dance Stage. Weitere regelmäßige Auftritte hat er bei Defqon.1, Nature One, Qontinent und weiteren großen Hardstyle Festivals. Außerdem spielte er 2017 eine Show mit Tiësto in deren Heimatstadt Breda sowie 2018 und 2019 im Kölner Bootshaus mit Dr Phunk und Da Tweekaz. Mit letzteren entstand die Kollaboration This Is Special, welche die Beatport Top 10 erreichen konnte. Außerdem produzierte Sephyx 2018 die offizielle Festivalhymne Indestructible für The Qontinent.
2019 veröffentlichte Sephyx sein erstes Studioalbum Resolute unter Dirty Workz, welches vom Onlinemagazin Hardstyle Report als „atmosphärisches Album mit einer schönen Linie“ beschrieben wurde. Es beinhaltet u. a. den Remix High From It mit Coone, welcher auch Teil von dessen Album Trip To Tomorrow ist.

## Diskografie

### Alben
- Resolute

### EPs
- 2014: Creation Of Air
- 2014: Creation Of Water
- 2014: Creation Of Earth

### Singles
- 2013: Revenge [Hard Music Records]
- 2013: The Warrior [Hard Music Records]
- 2013: Here We Are [Hard Music Records]
- 2014: Huh [Dirty Workz]
- 2014: Creation Of Air [Dirty Workz]
- 2014: Shade Of Inferno [Dirty Workz]
- 2014: Creation Of Water [Dirty Workz]
- 2014: Spiritual Fate [Dirty Workz]
- 2014: Strings Attached [Dirty Workz]
- 2014: Here We Are [Hard Music Records]
- 2014: Creation Of Earth [Dirty Workz]
- 2014: Allegretto [Dirty Workz]
- 2014: Ethereal [Dirty Workz]
- 2015: Creation Of Fire [Dirty Workz]
- 2015: Gallinaceo [Dirty Workz]
- 2015: Solaris [Dirty Workz]
- 2015: Crime For Love (mit Persons) [Dirty Workz]
- 2015: New Life [Dirty Workz]
- 2015: Breathing Earth [Dirty Workz]
- 2015: My Heart (mit Sewy) [Dirty Workz]
- 2016: Supernova [Dirty Workz]
- 2016: Let 'em Fly [Dirty Workz]
- 2016: Everlasting (Sunrise Anthem) (mit Robin Valo) [Dirty Workz]
- 2016: Reanalyze (mit Coone) [Dirty Workz]
- 2016: E.V.E.R.Y.B.O.D.Y. (mit BLN) [Central Station Records]
- 2016: Imagination [Dirty Workz]
- 2016: You Got The Rhythm (mit Mr Shammi) [Dirty Workz]
- 2017: Where It Hurts (mit Bonnie X Clyde) [Dirty Workz]
- 2017: Save Me [Dirty Workz]
- 2017: Future [[[Headhunterz|HARD with STYLE]]]
- 2017: Tree of Life (Fairytale Festival Anthem) [Dirty Workz]
- 2017: Lights [Revealed]
- 2017: Monster [Dirty Workz]
- 2017: Heart Of Gold (mit Robert Falcon) [Revealed]
- 2017: Sound Of Sephyx [Dirty Workz]
- 2018: Freedom [Dirty Workz]
- 2018: Demons [Dirty Workz]
- 2018: This Is Special (mit Da Tweekaz) (Resolute) [Dirty Workz]
- 2018: Indestructible (The Qontinent Anthem 2018) (Resolute) [Dirty Workz]
- 2018: Almost Home (Resolute) [Dirty Workz]
- 2018: Take Me Up (Resolute) [Dirty Workz]
- 2018: Go Down [Dirty Workz]
- 2019: Breathe Hardstyle (mit Syren) (Resolute) [Dirty Workz]
- 2019: Aspiring & Invincible (Resolute) [Dirty Workz]
- 2019: I Could Be Yours (Resolute) [Dirty Workz]
- 2019: Wild Love (mit Talon) (Resolute) [Dirty Workz]
- 2019: Into Infinity (Resolute) [Dirty Workz]
- 2019: Transmission (Resolute) [Dirty Workz]
- 2019: Creation Of A Universe (Resolute) [Dirty Workz]
- 2019: Go Down (Resolute) [Dirty Workz]
- 2019: Through The Silence [Dirty Workz]
- 2019: Artifact [Dirty Workz]
- 2019: Galaxies Collide (mit Talon) [Dirty Workz]
- 2020: Higher [Dirty Workz]
- 2020: Journey [Dirty Workz]
- 2020: Kingdoms Fall (mit Kiiger) [Dirty Workz]
- 2020: Futuristic Masterminds [Dirty Workz]
- 2020: Into The Light (mit Firelite) [Dirty Workz]
- 2021: Whatever It Takes - (Exsequor) (feat. Carola) [Basscon Records]
- 2021: Devil In The Eyes - (Diabolus) [Art Of Creation]
- 2021: Youngblood - (Luvenī) [feat. Diandra Faye] (mit Noisecontrollers) [Art Of Creation]

### Remixe
- 2016: Hardwell – Mad World
- 2016: The Chainsmokers – Don't Let Me Down (mit Hardwell)
- 2017: Coone – Chapter 20.12
- 2018: LAXX – High From It (mit Coone) (Resolute)